# Lepismium mataralense
Lepismium mataralense là một loài thực vật có hoa trong họ Cactaceae. Loài này được (F. Ritter) Supplie mô tả khoa học đầu tiên năm 1990.